# Port au Port (cidade)
Port au Port é uma pequena comunidade rural localizada na parte oeste da ilha de Terra Nova. A comunidade está situada em um ístmo que a conecta com o com a porção principal da ilha de Terra Nova através da Península de Port au Port a oeste. Port au Port está situada na Rodovia 460 (Route 460), distante a alguns quilômetros de distância a oeste da cidade de Stephenville e das vilas de Kippens e Berry Head. A região foi nomeada com o nome de Gravels. Tinha uma população de 214 habitantes em 1956.

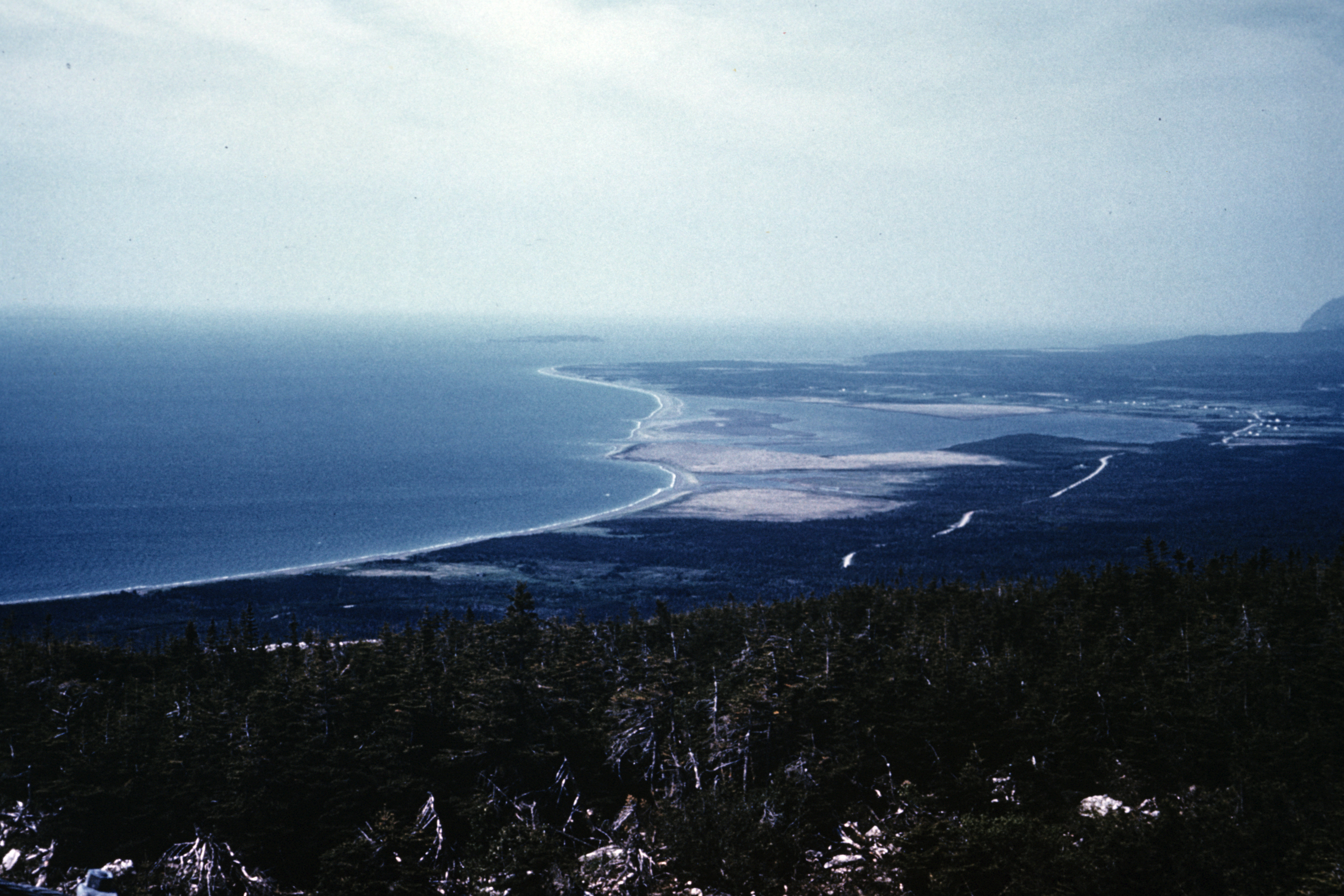
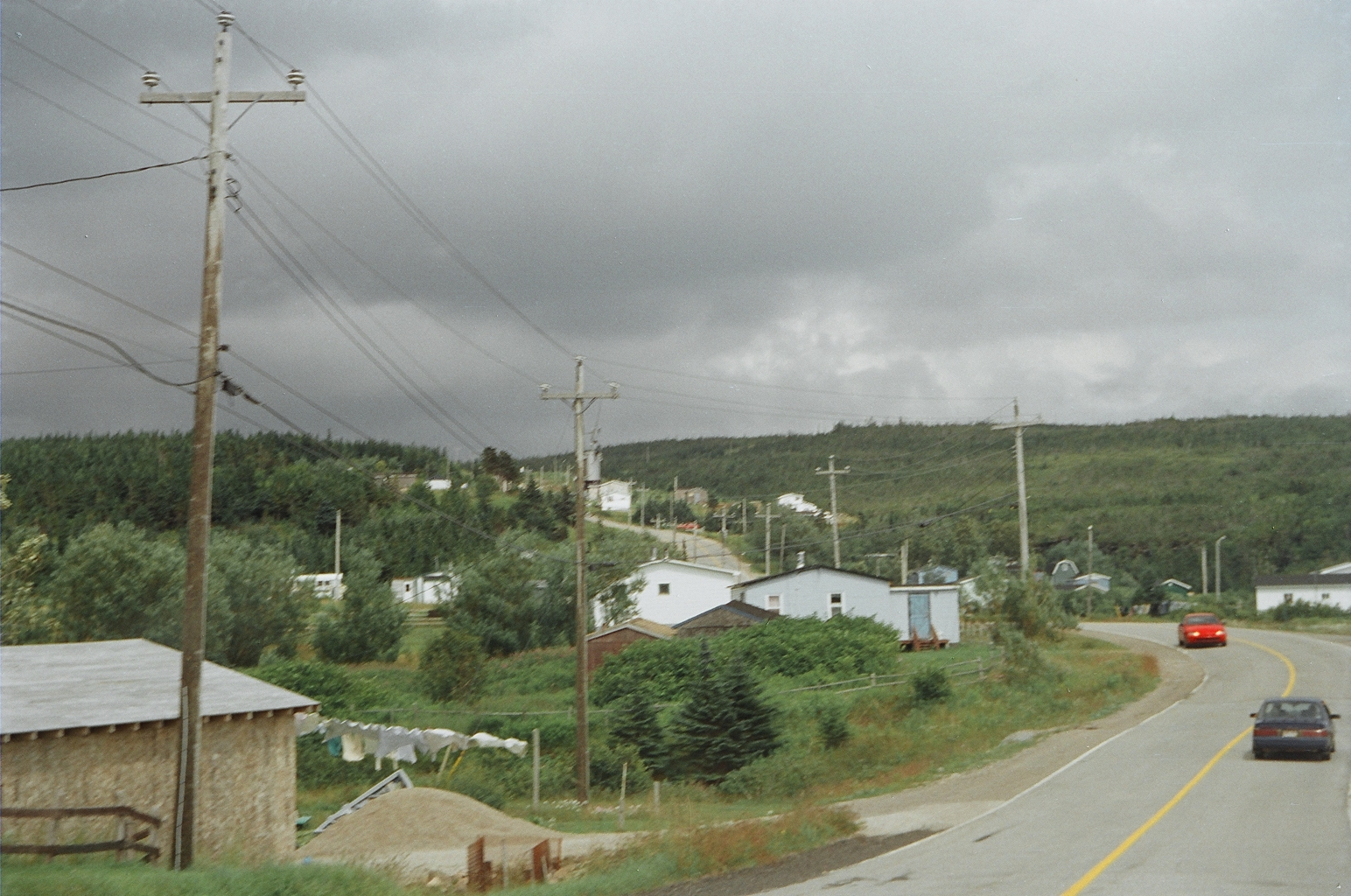
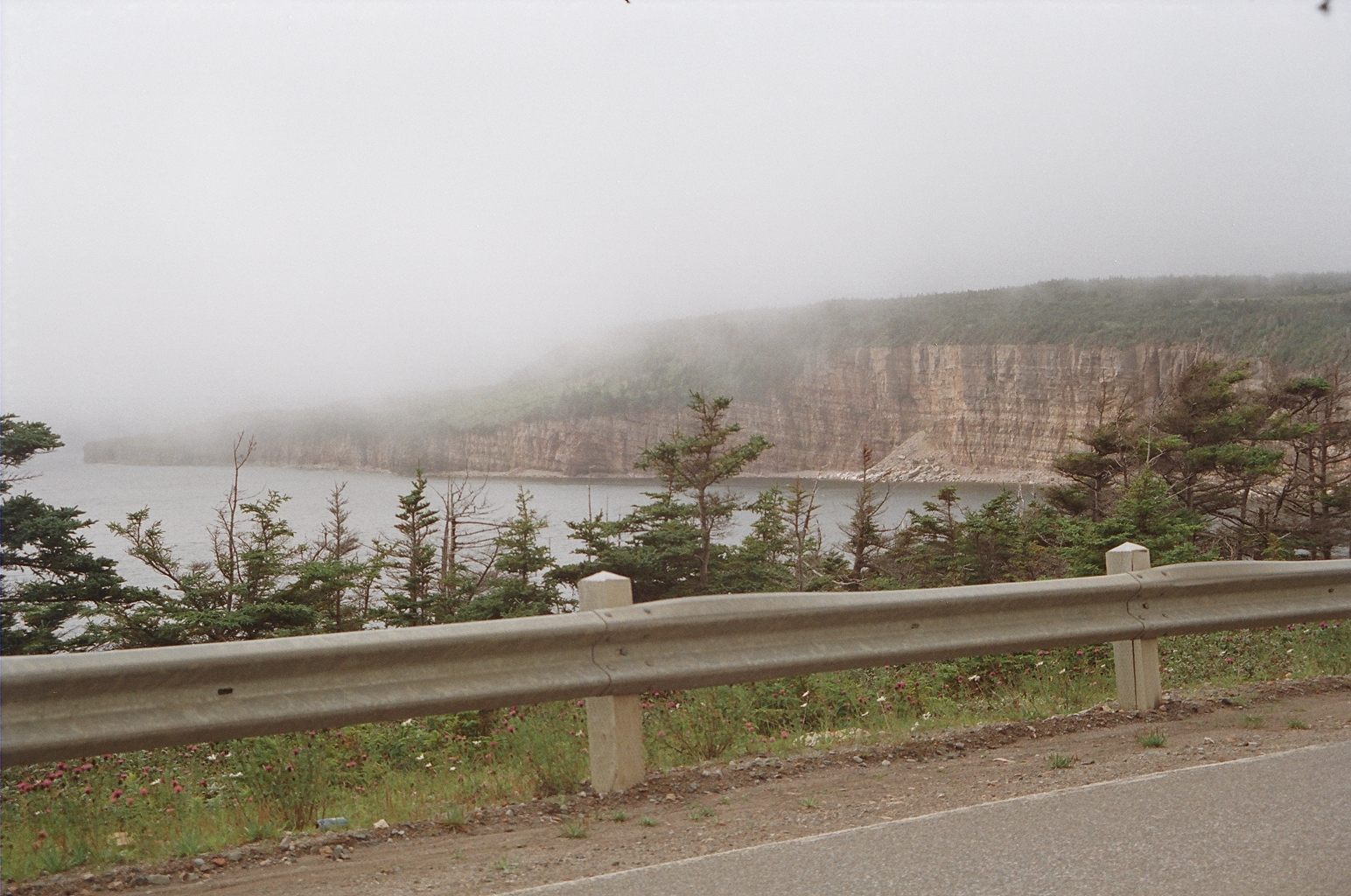
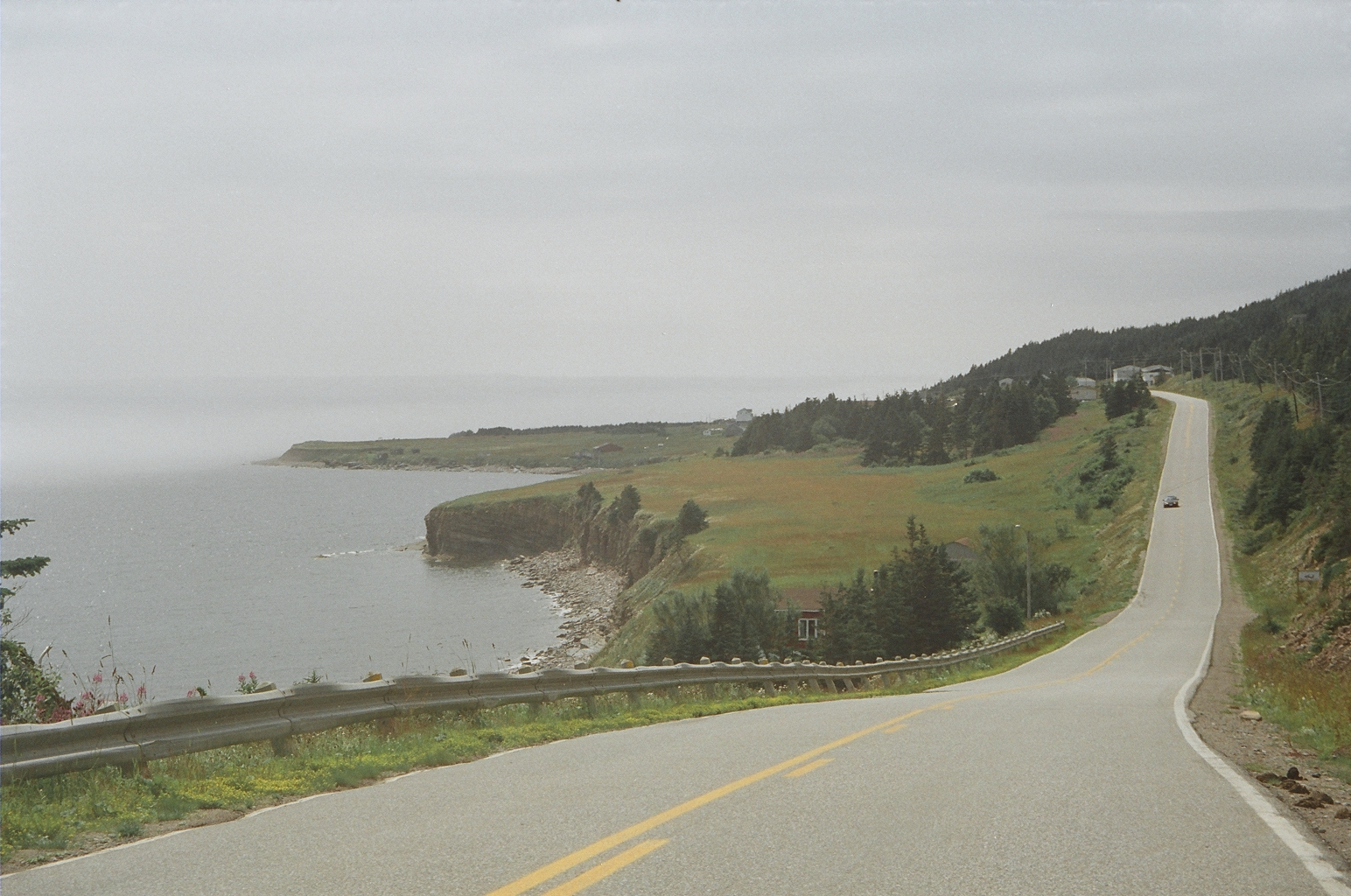
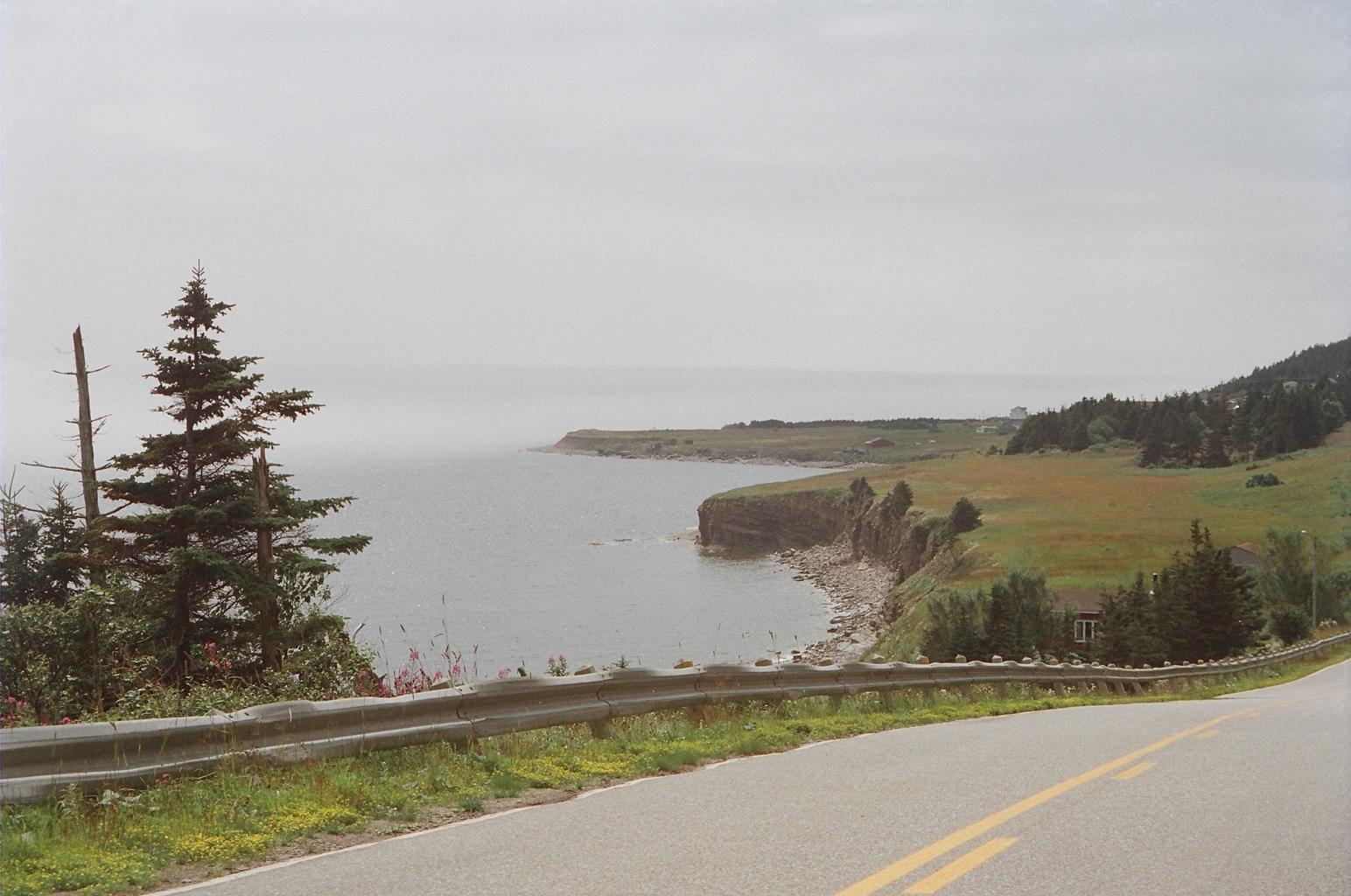
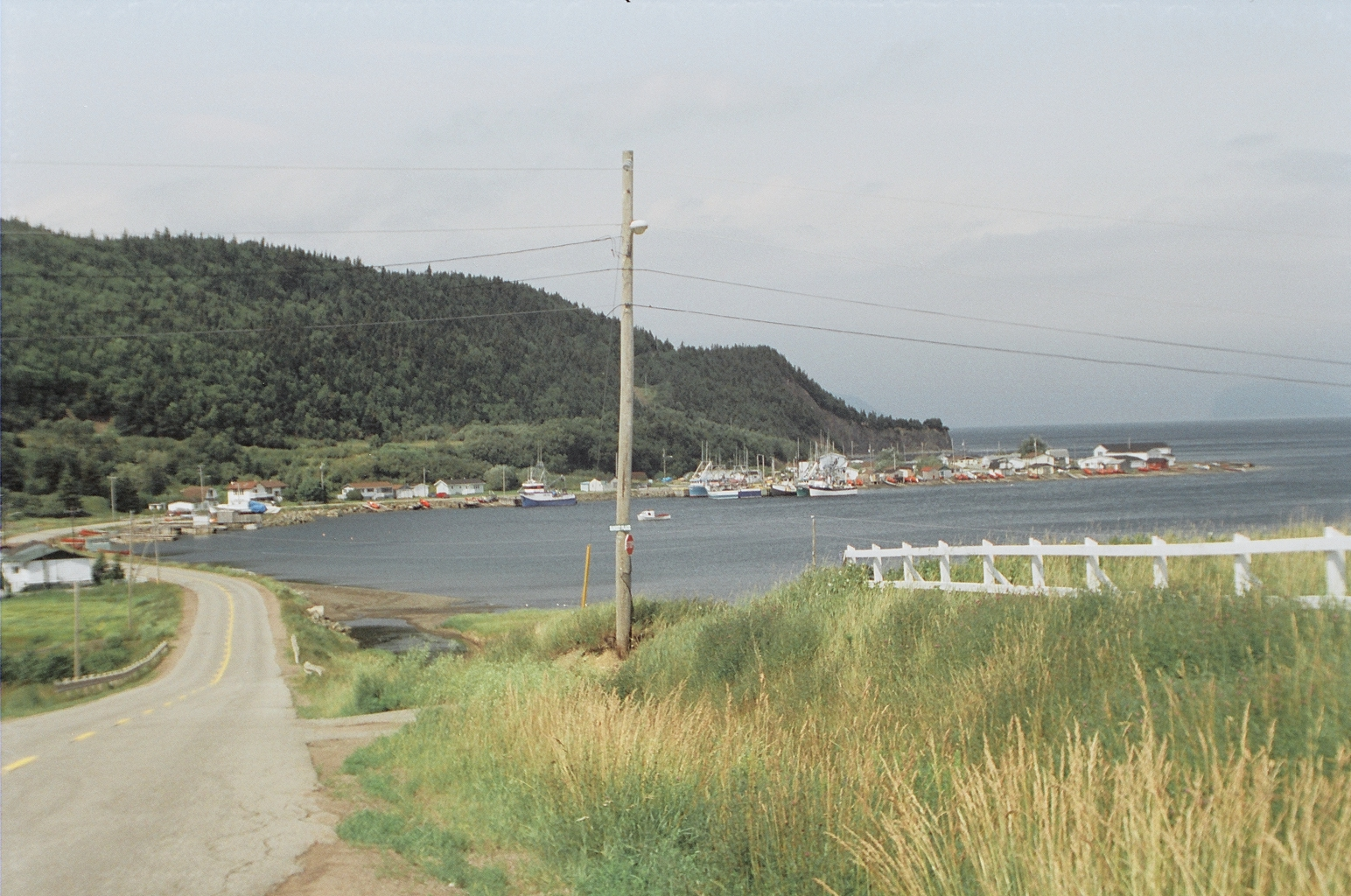
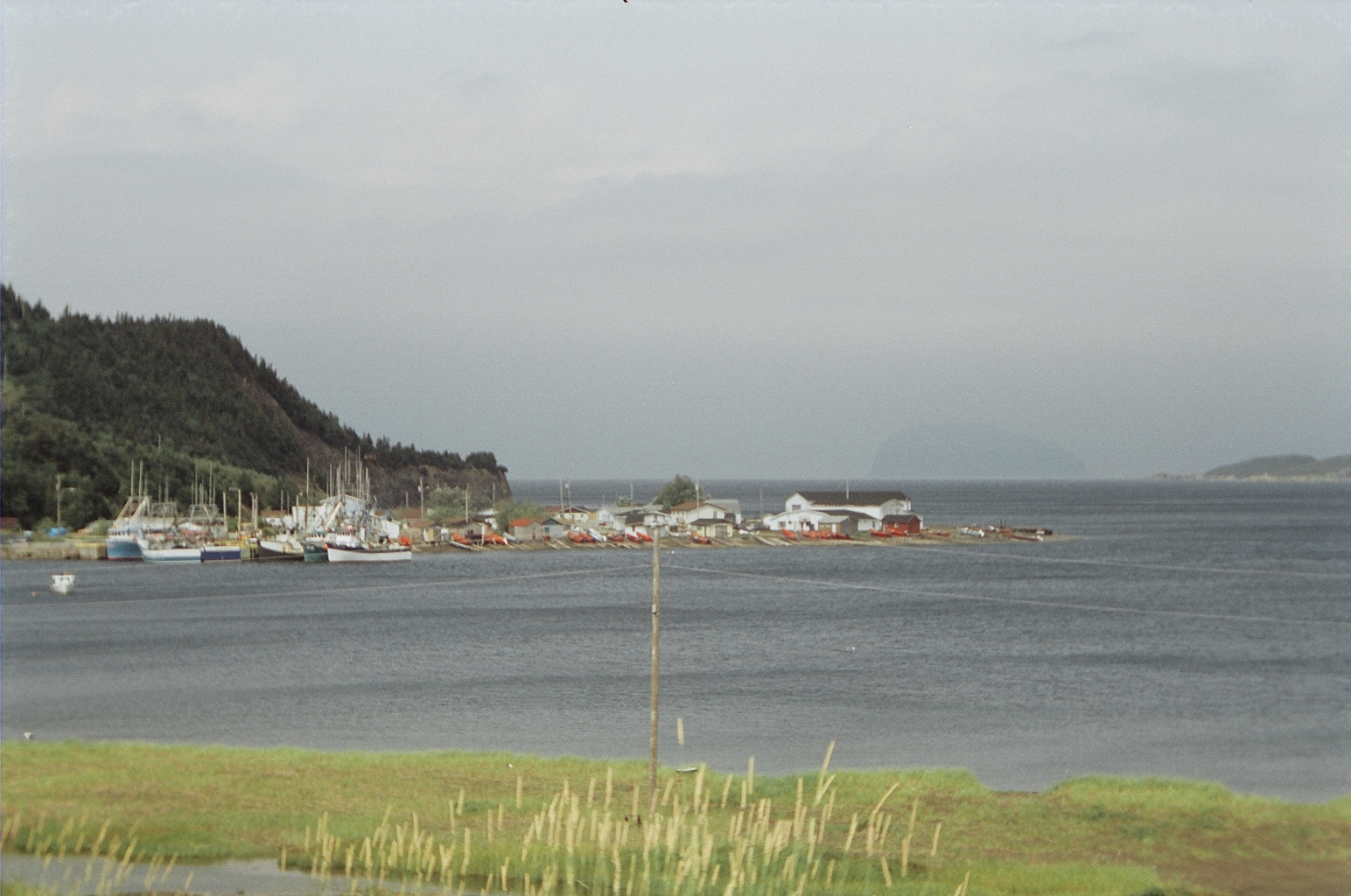
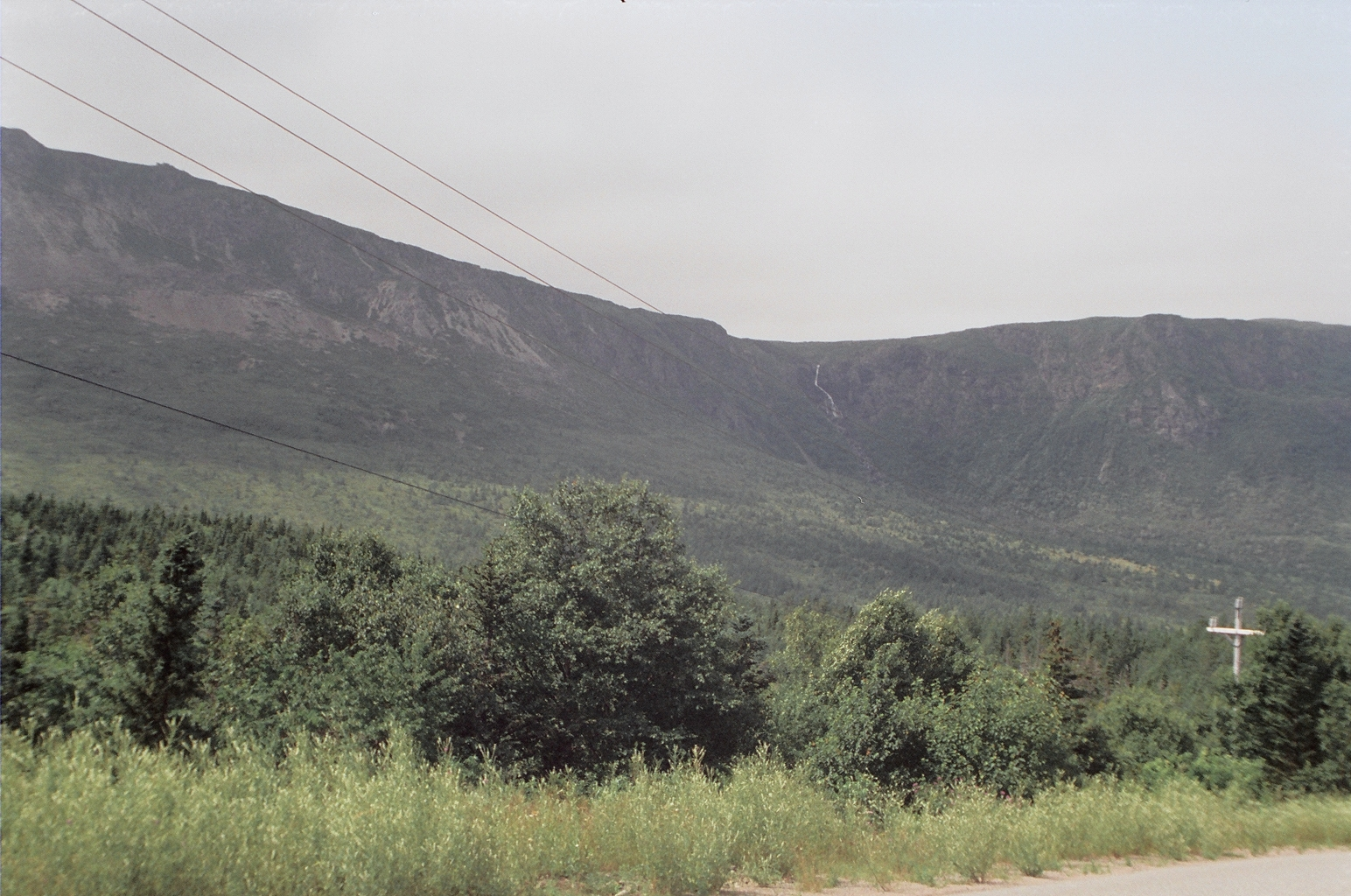
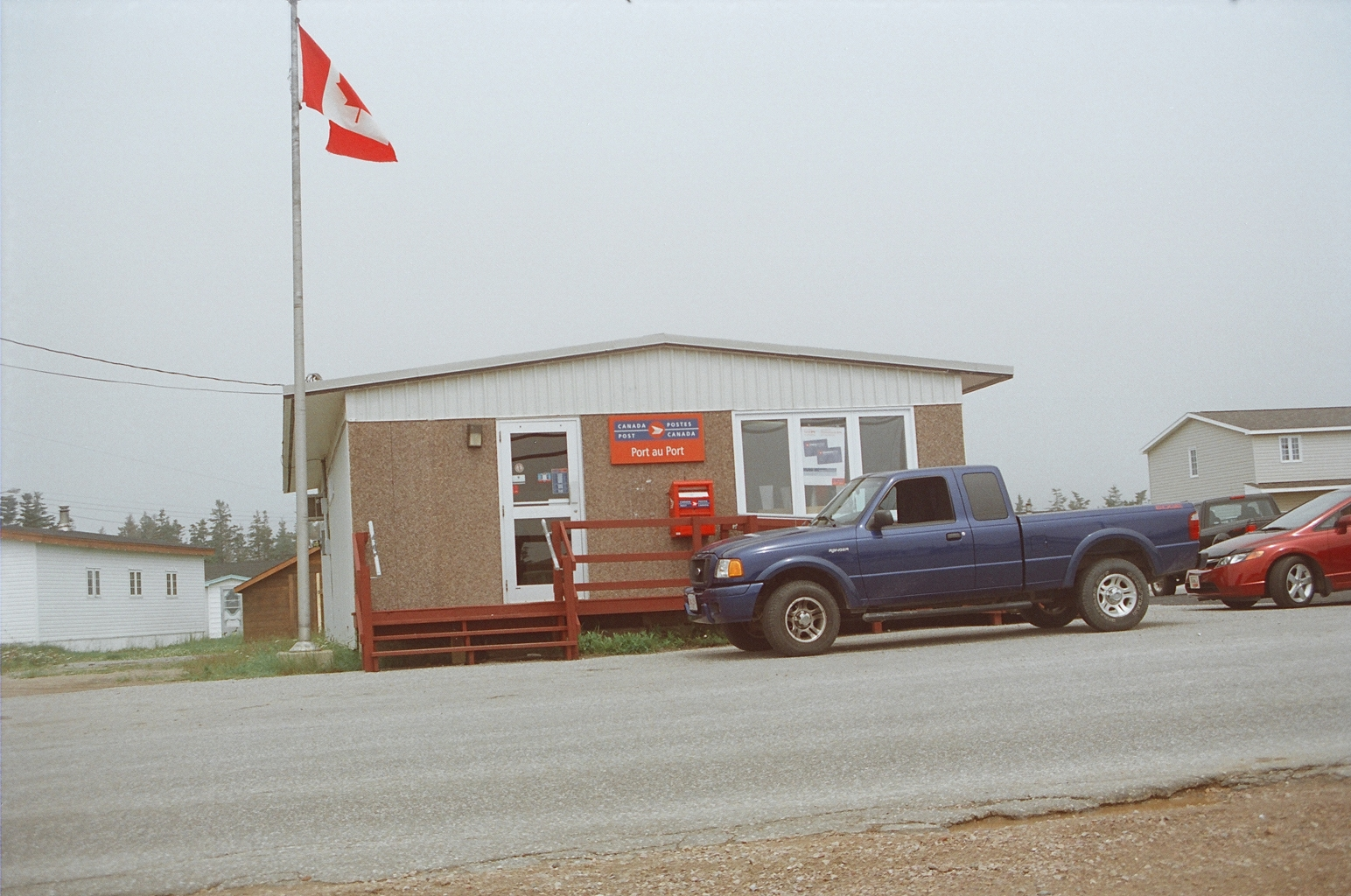